# الإمبريالي (فلم)
الإمبريالي (بالإنجليزية: Imperium) هو فيلم إثارة أمريكي أُنتج عام 2016 من تأليف وإخراج دانيال راغوسيس وبطولة الممثل البريطاني دانيال رادكليف نجم سلسلة هاري بوتر، توني كوليت، تريسي ليتس، نيستور كاربونيل، سام ترامل الفيلم مبني على قصة لـ"Michael German" عميل سابق لـمكتب التحقيقات الفيدرالي الأمريكي.

## القصة
تستند أحداث الفيلم إلى قصة حقيقية حيث تدور الأحداث حول شاب نازي يساعد إحدى أخطر الجماعات المحلية المتعصبة المؤمنة بـسيادة البيض لتصنيع قنبلة مدمرة، في أجواءٍ من الأكشن والإثارة، ويحاول محقق في مكتب التحقيقات الفيدرالي الأمريكي بسرية التصدي للجماعة وعرقلة جهود الشاب النازي في تنفيذ عمليته الإرهابية.

## الممثلون والشخصيات
- دانيال رادكليف بدور نات فوستر
- توني كوليت بدور آنجيلا زامبارو
- تريسي ليتس بدور دالاس وولف
- سام ترامل بدور جيري كونواي
- نيستور كاربونيل بدور توم هرنانديز
- ديفن دريد بدور جوني
- باول زادجا بدور فينس سارجنت
- كريس سوليفان بدور آندرو بلاكويل
- بيرن جورمان بدور مورجان
- سيث نومريتش بدور روي

## وصلات خارجية
- الموقع الرسمي للفيلم.
- الإمبريالي علي قاعدة بيانات الأفلام على الإنترنت.
- الإمبريالي على موقع IMDb (الإنجليزية)
- الإمبريالي على موقع روتن توميتوز (الإنجليزية)
- الإمبريالي على موقع نتفليكس (الإنجليزية)
- الإمبريالي على موقع قاعدة بيانات الأفلام العربية
- الإمبريالي على موقع ألو سيني (الفرنسية)
- الإمبريالي على موقع أول موفي (الإنجليزية)
- الإمبريالي على موقع فيلمافينيتي (الإسبانية)
- الإمبريالي على موقع قاعدة بيانات الفيلم (الإنجليزية)
- الإمبريالي على موقع ليتربوكسد (الإنجليزية)
- الإمبريالي على موقع كينوبويسك (الروسية)
- الإمبريالي على موقع IMDb (الإنجليزية)
- الإمبريالي على موقع روتن توميتوز (الإنجليزية)
- الإمبريالي على موقع نتفليكس (الإنجليزية)
- الإمبريالي على موقع قاعدة بيانات الأفلام العربية
- الإمبريالي على موقع ألو سيني (الفرنسية)
- الإمبريالي على موقع أول موفي (الإنجليزية)
- الإمبريالي على موقع فيلمافينيتي (الإسبانية)
- الإمبريالي على موقع قاعدة بيانات الفيلم (الإنجليزية)
- الإمبريالي على موقع ليتربوكسد (الإنجليزية)
- الإمبريالي على موقع كينوبويسك (الروسية)
- الإمبريالي علي موقع سينما دوت كوم.